# 平阳县
平阳县是中国浙江省温州市下辖的县，地處浙江省東南沿海，東臨東海，南接蒼南縣，西界文成縣、泰順縣，北連瑞安市，区域總面積为1042平方公里。縣人民政府駐昆阳镇县前街10號。

## 地名由来
《太平寰宇记》卷99温州平阳县：“邑有平阳岭”，故名。另据《郡县释名》浙江卷下：平阳县“晋名始阳县，以地有阳屿也，寻改名横阳，则又取横屿及横阳江之义。后梁乾化间横阳既平，故曰平阳”。

## 历史
平阳老县有1700多年历史，西晋武帝太康四年（公元283年）建县，名始阳县，后称横阳县。五代十国时期为吴越国辖地，改名为“平阳县”。
1949年以前，平阳县为浙江省第二大县，人口占温州地区三分之一，面积达5700平方千米。
1981年6月18日，原平阳县分为苍南县和平阳县，原平阳县辖区包含现今的平阳县、苍南县和龙港市。

## 地理
- 平阳地处浙江南部沿海，与瑞安市、文成县、苍南县、龙港市接壤，陆地面积1051.17平方千米，海域面积37200平方千米（与苍南县共有）。

- 平阳县地貌类型比较复杂，地势西高东低，西部四周以火山形成的地貌为主，中、东部沿海为沉积形地貌，有众多岛屿与喇叭形海岸，属里亚斯型沉降式海岸。

- 南雁荡山脉和鳌江水系由西向东横贯全县，境内有南麂列岛（国家级海洋自然保护区）、南雁荡山（国家重点风景名胜区）和国家级森林公园。

## 行政区划
平阳县下辖14个镇、1个乡、1个民族乡：
昆阳镇、鳌江镇、水头镇、萧江镇、海西镇、腾蛟镇、南麂镇、山门镇、顺溪镇、南雁镇、麻步镇、凤卧镇、万全镇、怀溪镇、青街畲族乡和闹村乡。

## 人口
2021年，平陽縣户籍總人口87.87萬人，從性別看，男性人口45.59萬人，女性人口42.28萬人，分別佔總人口的51.9%和48.1%。常住人口86.59萬人，比上年增加0.27萬人，城鎮化率62.26%。
根据2023年5‰人口变动抽样调查推算，年末全县常住人口87.10万人，比上年末增加0.46万人，城镇化率65.2%，比上年提高1.4个百分点。据公安部门统计，2023年末全县户籍总人口87.20万人，从性别看，男性人口45.18万人，女性人口42.02万人，分别占总人口的51.8%和48.2%。人口出生率为5.01‰，死亡率为7.40‰，人口自然增长率为-2.39‰。年末在册市场主体14.64万户，其中在册企业3.66万户，个体户10.88万户。全年新设市场主体2.56万户，其中新设企业0.71万户，新设个体户1.85万户。

## 经济
2022年，平阳县生产总值为646.48亿元，按可比价格计算（下同），比上年增长6.4%。分产业看，第一产业增加值为23.44亿元，比上年增长4.0%，第二产业增加值为315.96亿元，比上年增长8.2%，第三产业增加值为307.08亿元，比上年增长4.9%；国民经济三次产业结构为3.6:48.9:47.5。按常住人口计算，全县人均地区生产总值为74651元。
2023年，平阳县地区生产总值为711.81亿元，比上年增长7.9%。

## 交通
- 104国道、 228国道过境。
- 杭福深铁路：平阳站